# Вежбанова
Вежбанова (пол. Wierzbanowa) — село в Польщі, у гміні Вішньова Мисленицького повіту Малопольського воєводства.
Населення — 657 осіб (2011).
У 1975-1998 роках село належало до Краківського воєводства.

## Демографія
Демографічна структура станом на 31 березня 2011 року:
|          | Загалом | Допрацездатний вік | Працездатний вік | Постпрацездатний вік |
| -------- | ------- | ------------------ | ---------------- | -------------------- |
| Чоловіки | 333     | 79                 | 226              | 28                   |
| Жінки    | 324     | 87                 | 187              | 50                   |
| Разом    | 657     | 166                | 413              | 78                   |